# 徐黼
徐黼（1457年3月12日—1524年9月29日），号思复，华亭县人，明代官员，在浙江宣平县、江西宁都县曾任职县丞。因为政绩斐然，他受到当地百姓的拥戴并为他立祠。

## 生平
天顺元年二月十七日，徐黼在华亭县出生，后在弘治十四年就任宣平县丞。正德二年，徐黼因为功绩突出，回道家乡，直到正德六年改任宁都县丞，也搬家与宁都。徐黼于嘉靖三年九月初三去世，本在嘉靖二年因次子徐阶进士及第被赠为文林郎、翰林院编修，死后追赠中宪大夫、江西按察使副使；由于徐阶一路高升，徐黼三赠为通议大夫、吏部右侍郎，四赠为光禄大夫、柱国、少保、兼太子太保、礼部尚书、东阁大学士，五赠为光禄大夫、柱国、少保、兼太子太傅、礼部尚书、武英殿大学士，六赠为光禄大夫、柱国、少师、兼太子太师、吏部尚书、武英殿大学士，七赠为特进光禄大夫、柱国、少师、兼太子太师、吏部尚书、建极殿大学士。徐黼一共有过三任妻子，第一任林氏生其长子徐隆、长女，第二任钱氏单有女儿二人，第三任顾氏则生其次子徐阶、三子徐陈和四子徐陟，也有一位女儿。徐黼的长女嫁给了叶惠，次女嫁给了时任盐运司库大使的赵辅，三女嫁给了时任太医院吏目的施文治，幺女嫁给了蒋乾。

## 家族
儿子徐階為嘉靖、隆慶年間內閣首輔。